# Gnathostoma spinigerum
Espèce
Gnathostoma spinigerum est une espèce de nématodes parasites de la famille des Gnathostomatidae et qui cause chez l'homme la gnathostomose. 

## Description
Ce parasite a un cycle complexe qui comprend plusieurs hôtes. Les œufs éclosent en eau douce et les larves sont ingérées par des puces d'eau du genre Cyclops. Celles-ci sont ensuite ingérées par des petits poissons, et le parasite termine finalement dans l'estomac d'un carnivore, généralement chien ou chat. La larve migre alors dans le corps de l'animal après avoir traversé la muqueuse durant environ trois mois avant de revenir dans la paroi de l'estomac, où elle va atteindre sa maturité et pondre des œufs qui iront dans les fèces, et éventuellement dans de l'eau afin que le cycle recommence.

## Classification
Le nom valide complet (avec auteur) de ce taxon est Gnathostoma spinigerum Owen, 1836.